# 시트로엥 DS6
시트로엥 DS6(프랑스어: Citroën DS6)는 DS 오토모빌에서 아시아 시장을 위해 특별히 설계한 초소형 럭셔리 크로스오버 SUV다. 2014년 초 DS 5LS 출시에 이어 서브 브랜드였던 DS의 두 번째 모델로 시트로엥 로고가 없다. 2014년 4월 DS 6WR로 처음 공개된 이후 2014년 가을에 판매가 진행되었다.
4기통 1.6리터(1598cc) 가솔린 엔진으로 구동되며 5800rpm에서 200 PS (147 kW; 197 bhp) 및 1700~4500rpm에서 275 N·m (203 lb·ft) 토크를 생성하며 0에서 100km/h까지의 가속 시간은 8.4초이다.
DS 6는 이란과 앙골라에 수출된 적이 있다.

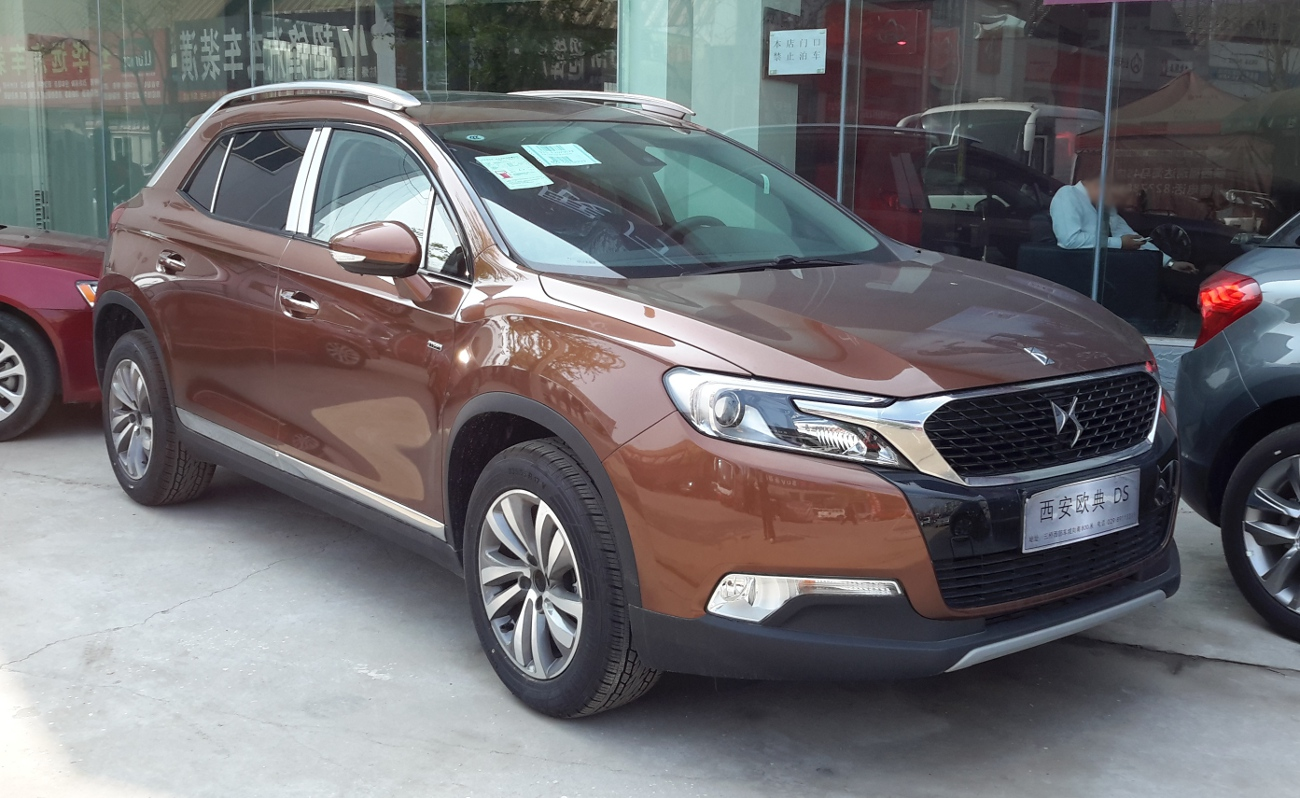
DS 6 (front)
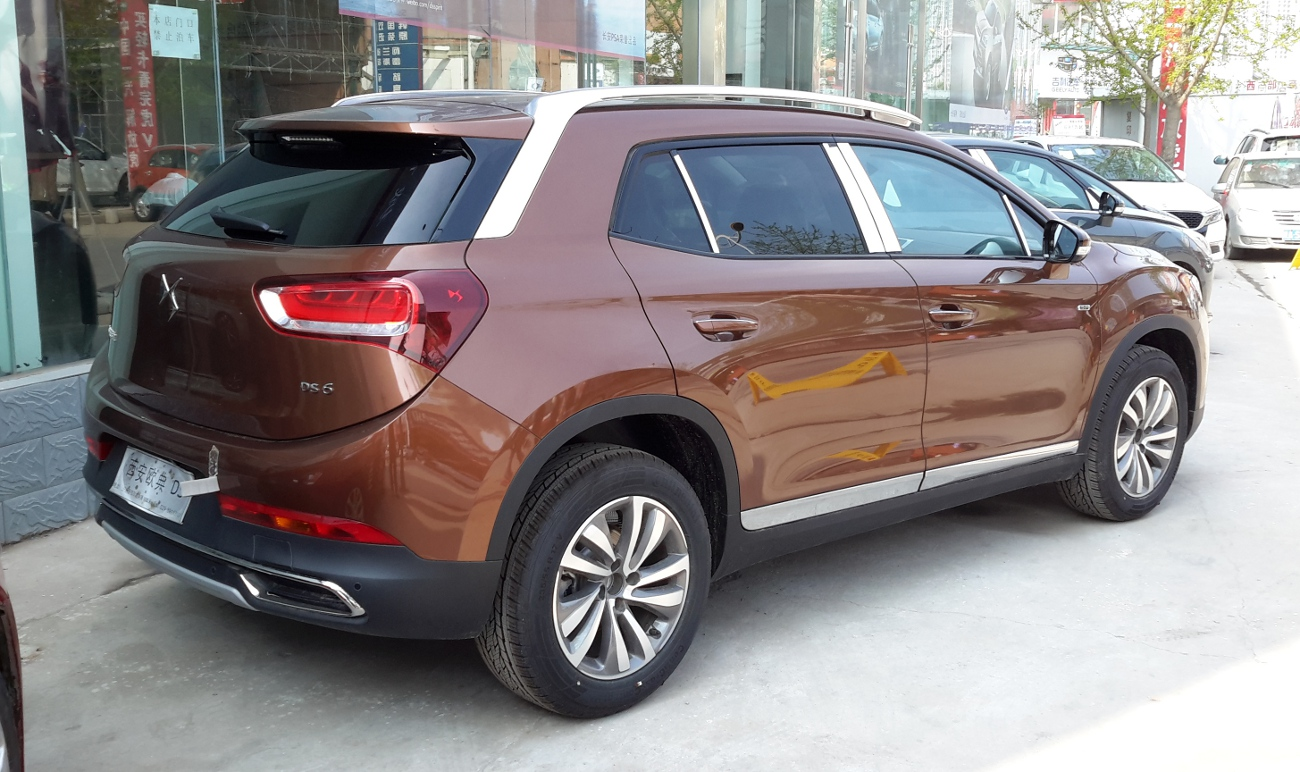
DS 6 (rear)
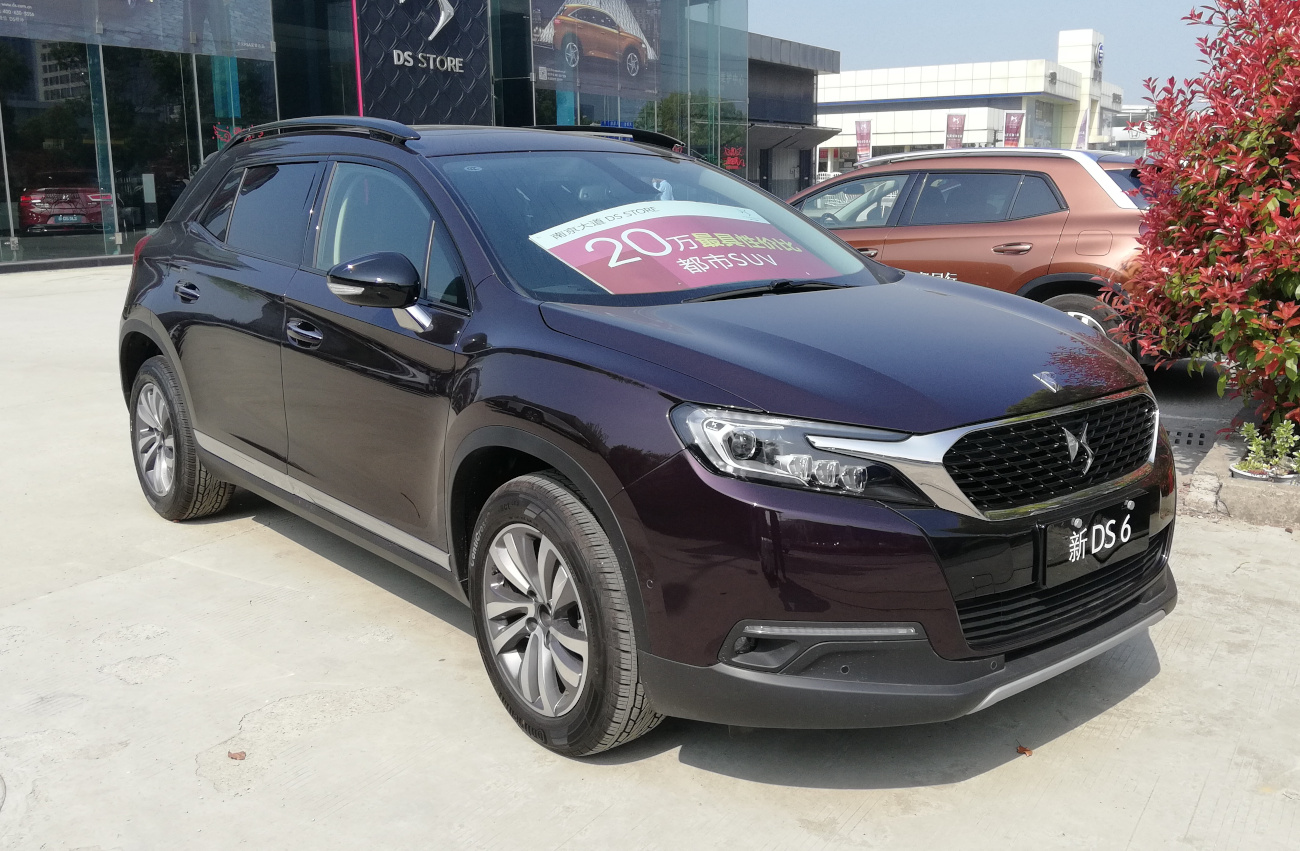
DS 6 facelift (front)
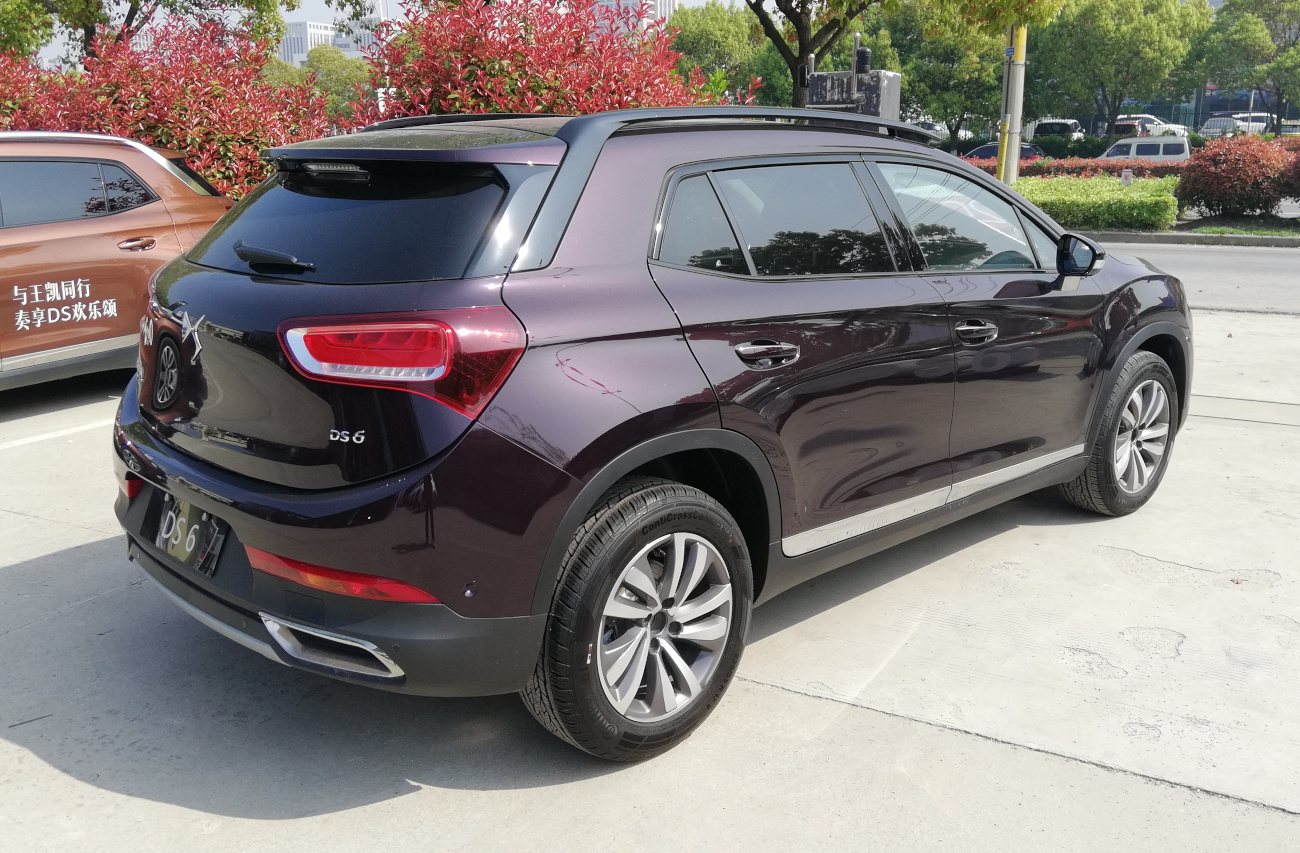
DS 6 facelift (rear)
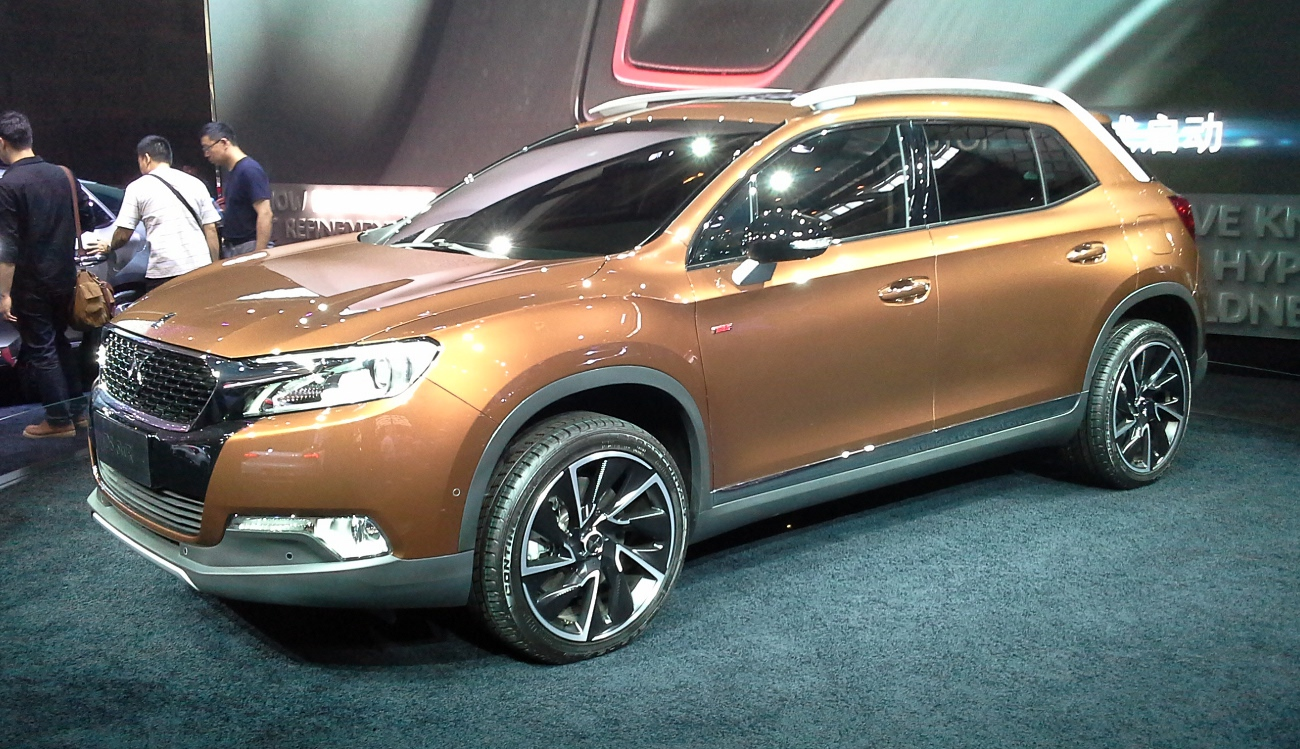
DS 6WR (front)
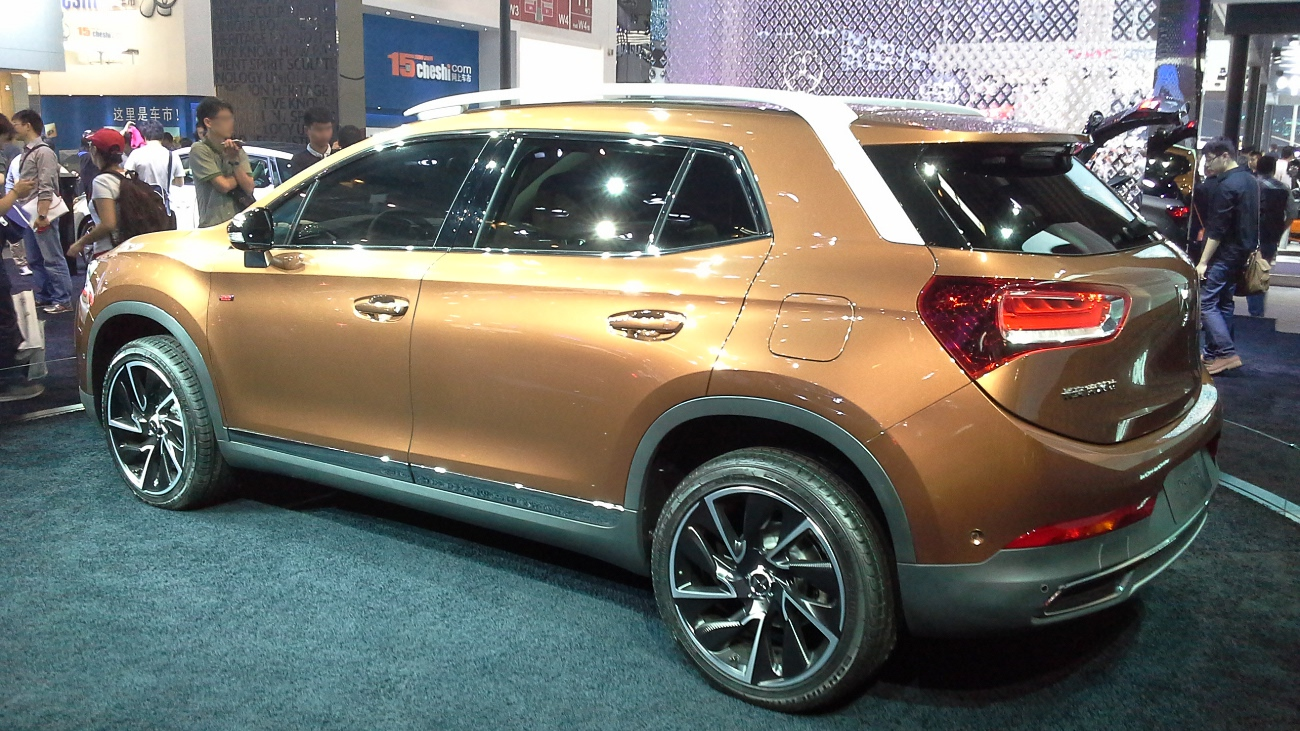
DS 6WR (rear)